# Championnat d'Arabie saoudite de football 2018-2019
Navigation
Saison précédente Saison suivante
La saison 2018-2019 du championnat d'Arabie saoudite de football est la quarante-troisième édition du championnat de première division en Arabie saoudite. La Premier League regroupe les seize meilleurs clubs du pays au sein d'une poule unique, où ils s'affrontent deux fois au cours de la saison, à domicile et à l'extérieur. À la fin de la compétition, les trois derniers du classement sont relégués et remplacés par les trois meilleurs de la deuxième division, le 13e joue les barrages pour le maintien contre le 4e de la deuxième division.

## Qualifications continentales
Quatre places qualificatives pour la Ligue des champions sont attribuées : trois pour les trois premiers au classement à l'issue du championnat, et une pour le vainqueur de la Kings Cup. Si le vainqueur de la Kings Cup s'est classé parmi les trois premiers du championnat, c'est le 4e au classement qui obtient son billet pour la Ligue des champions. 

## Équipes

### Clubs participants
- Al-Nassr FC
- Al-Hilal FC
- Al-Ahli SC
- Al-Ittihad Club
- Al-Fateh FC
- Al-Taawoun FC
- Al-Qadsiah FC
- Ohod Club
- Al-Faisaly FC
- Al-Shabab FC
- Al-Batin FC
- Al-Raed FC
- Al-Ettifaq FC
- Al-Fayha FC
- Al Wehda - Promu de D2
- Al-Hazm Rass - Promu de D2

### Joueurs étrangers
Le nombre de joueurs étrangers est porté à partir de cette saison de 7 à 8 par équipes.

## Compétition

### Classement
| Rang | Équipe                 | Pts | J  | G  | N  | P  | Bp | Bc | Diff |
| ---- | ---------------------- | --- | -- | -- | -- | -- | -- | -- | ---- |
| 1    | Al-Nasr Riyad          | 70  | 30 | 22 | 4  | 4  | 69 | 27 | +42  |
| 2    | Al-Hilal FCT           | 69  | 30 | 21 | 6  | 3  | 66 | 33 | +33  |
| 3    | Al-Taawoun C           | 56  | 30 | 16 | 8  | 6  | 66 | 31 | +35  |
| 4    | Al Ahli                | 55  | 30 | 17 | 4  | 9  | 68 | 41 | +27  |
| 5    | Al-Shabab Riyad        | 54  | 30 | 15 | 9  | 6  | 39 | 25 | +14  |
| 6    | Al Faisaly             | 43  | 30 | 12 | 7  | 11 | 51 | 47 | +4   |
| 7    | Al WehdaP              | 42  | 30 | 12 | 6  | 12 | 41 | 41 | 0    |
| 8    | Al-Raed                | 38  | 30 | 10 | 8  | 12 | 38 | 48 | -10  |
| 9    | Al-Fateh               | 35  | 30 | 8  | 11 | 11 | 32 | 45 | -13  |
| 10   | Ittihad FC             | 34  | 30 | 9  | 7  | 14 | 44 | 45 | -1   |
| 11   | Ettifaq FC             | 33  | 30 | 8  | 9  | 13 | 40 | 55 | -15  |
| 12   | Al-Fayha               | 32  | 30 | 9  | 5  | 16 | 36 | 52 | -16  |
| 13   | Al-Hazm RassP          | 31  | 30 | 7  | 10 | 13 | 33 | 50 | -17  |
| 14   | Al-Qadisiya Al-Khubar  | 28  | 30 | 8  | 4  | 18 | 34 | 51 | -17  |
| 15   | Al-Batin Football Club | 25  | 30 | 7  | 4  | 19 | 29 | 53 | -24  |
| 16   | Ohod Club              | 15  | 30 | 5  | 6  | 19 | 25 | 62 | -37  |

|  | Qualification pour la Ligue des champions de l'AFC 2020                               |
|  | Qualification pour le tour préliminaire de la Ligue des champions de l'AFC 2020       |
|  | Participation au barrage de promotion-relégation                                      |
|  | Relégation en deuxième division                                                       |
|  | T : Tenant du titre C : Vainqueur de la Kings Cup 2019 P : Promu de deuxième division |

- Al-Taawoun qualifié pour la Ligue des Champions en tant que vainqueur de la Kings Cup 2019[1].

### Barrage de promotion-relégation
Le quatrième de deuxième division rencontre le treizième de première division pour les matchs de barrages, match aller le 20 mai 2019 et match retour le 24 mai 2019 :
| Équipe 1     | Résultat | Équipe 2          | Aller | Retour | Tab |
| ------------ | -------- | ----------------- | ----- | ------ | --- |
| Al-Hazm Rass | 2 - 2    | Al Khaleej Saihat | 1-0   | 1-2ap  | 3-2 |

## Bilan de la saison
| Championnat d'Arabie saoudite de football 2018-2019 |                          |
| Champion                                            | Al-Nasr Riyad (8e titre) |
| Coupes et trophées                                  |                          |
| Vainqueur de la Kings Cup                           | Al-Taawoun               |
| Qualifications continentales                        |                          |
| Ligue des champions de l'AFC 2020                   | Al-Nasr Riyad            |
| Ligue des champions de l'AFC 2020                   | Al-Hilal FC              |
| Ligue des champions de l'AFC 2020                   | Al-Taawoun               |
| Ligue des champions de l'AFC 2020                   | Al Ahli                  |
| Coupe du golfe des clubs champions 2019-2020        |                          |
| Promotions et relégations                           |                          |
| Promus en Premier League                            | Abha Club                |
| Promus en Premier League                            | Damac FC                 |
| Promus en Premier League                            | Al-Adalh FC              |
| Relégués en First Division                          | Al-Qadisiya Al-Khubar    |
| Relégués en First Division                          | Al-Batin Football Club   |
| Relégués en First Division                          | Ohod Club                |